# Agujero negro primordial
Un agujero negro primordial es un tipo hipotético de agujero negro que no se formó debido al colapso gravitatorio de una estrella, como se propone que suele ser habitual, sino a la extrema densidad del universo al inicio de su expansión propuesta por los físicos Stephen Hawking y Bernard Carr, en 1974. Durante casi cinco décadas, los agujeros negros primordiales han sido candidatos para ser la materia oscura,y todavía hoy se estudian como uno de los principales candidatos,como puede verse, entre otros candidatos se encuentran resumidos en la web de Wikipedia para fluctuaciones primordiales, materia oscura, axión, dinámica newtoniana modificada y teoría del virial.
La existencia de agujeros negros primordiales, como tal, fue propuesta por primera vez por los físicos rusos Yakov Zeldovich e Igor Novikov, siendo su estudio y viabilidad basada en observaciones, realizado en profundidad unos años más tarde por los físicos teóricos británicos Stephen Hawking  y Bernard Carr.
De acuerdo al modelo estándar, durante los momentos que siguieron al Big Bang la presión y la temperatura del universo fueron extremadamente elevadas. Bajo estas condiciones, simples fluctuaciones en la densidad de la materia podían originar regiones del espacio lo bastante densas como para generar agujeros negros, especialmente dada las reducidas regiones, que incluyen la propia nada(ver la nada o el concepto de nothingness, y la espuma cuántica o quantum foam) y las amplitudes tan pequeñas de las fluctuaciones en las regiones. Aunque la mayor parte de las regiones densas serían dispersadas por la expansión del universo, un agujero negro primordial sería estable, pudiendo perdurar hasta la actualidad.
En realidad los agujeros negros primordiales o PBH (por sus siglas en inglés) no son estables, debido a que pueden evaporarse mediante radiación de Hawking,y a un extremo formando puntos de Hawking, algo que al parecer ha sido confirmado por las observaciones (no sin cierta polémica y falta de un sigma suficiente para considerarse completamente probado). Este proceso de evaporación define la masa mínima que un PBH debe tener para sobrevivir hasta la actualidad. Además, la producción de rayos gamma debido a la evaporación de los PBH es usado como un mecanismo para restringir la capacidad y posibilidad de un PBH de ser la totalidad de la materia oscura. Actualmente, la mínima masa de un agujero negro primordial cuya población podría ser la totalidad de la materia oscura se estima que podría corresponder a {\displaystyle 3.5\times 10^{-17}M_{\odot }}, donde {\displaystyle M_{\odot }}es la masa solar.
El 17 de diciembre de 2021 se publicó un estudio de Nico Cappelluti, Günther Hasinger y Priyamvada Natarajan que sugiere que el modelo del agujero negro primordial podría ayudar a explicar la radiación infrarroja en el universo. El lanzamiento del telescopio espacial James Webb podría ofrecer nuevas evidencias.

## Agujeros negros primordiales como Materia oscura
Aproximadamente solo el 5 % del Universo está formado de elementos, átomos, moléculas... que entendemos. El 95 % restante es un misterio. De ese 95 %, un 25 % es materia oscura. Materia que no interacciona - de manera perceptible al menos - con el Universo excepto por medio de gravitación. De ahí el nombre, materia porque interacciona por medio de gravedad y oscura porque no parece ser activa en el espectro electromagnético (e.g.).
Entre los candidatos para materia oscura, los agujeros negros primordiales son - en cierto sentido - los candidatos más convencionales puesto que no dependen de ninguna modificación al modelo estándar, i.e. no requieren la introducción de una nueva partícula elemental como los WIMPs. No obstante, los agujeros negros primordiales requieren de potenciales inflacionarios que se alejan de los modelos tradicionales en las escalas pequeñas (e.g.).
El mayor atractivo de los PBH como materia oscura es que, como son objetos astrofísicos basados en agujeros negros, es más sencillo restringir el rango de masas en los que la población de PBH puede ser la totalidad de la materia oscura. Existen diversos mecanismos para restringir el rango de masas; no obstante, existe una "ventana" abierta que corresponde a masas de asteroides. De hecho los PBH pueden ser la totalidad de la materia oscura si sus masas pertenecen al rango {\displaystyle 3.5\times 10^{-17}M_{\odot }} hasta {\displaystyle 4.0\times 10^{-12}M_{\odot }}.
El rango mínimo está dado por la evaporación y el máximo por micro-lentes gravitacionales, en particular por la ausencia de eventos en las observaciones de Subaru Hyper Supreme-Cam (HSC).

## Diferencia entre colapso directo y formación (de PBH) por colapso energético[3][25][26]
Existe una cierta diferencia entre un colapso directo y la formación de un PBH debido a un colapso energético. Mientras que, por una parte, un colapso directo se debe al resultado del colapso de grandes regiones de gas inusualmente densas, en un período posterior al de la era de la radiación, un PBH se debería al resultado de un colapso (directo) de materia ionizada, energía, o ambas, durante la era de la radiación o la propia era inflacionaria, estando aún bajo estudio la cuestión del colapso "brusco" o lo opuesto, "smooth", algo que aún requiere investigación.